# Heinz Köhn
Heinz Köhn (* 29. August 1901 in Halle/Saale; † 17. Dezember 1962 in Essen) war ein deutscher Kunsthistoriker.

## Leben
Köhn war Kunsthistoriker und von 1930 bis 1931 als wissenschaftlicher Mitarbeiter am Landesmuseum für Kunst und Kulturgeschichte Oldenburg tätig. 1931 wechselte er vom Landesmuseum Oldenburg zum Museum Folkwang Essen. Als Nachfolger des Kunsthistorikers Klaus Graf von Baudissin, dessen Assistent er zuvor war, war Köhn von 1938 bis 1962 Museumsleiter des Folkwang-Museum in Essen.
Nach dem Zweiten Weltkrieg begann Köhn mit der Wiederherstellung der Sammlung des Folkwang-Museums, die 1937 viele Kunstwerke verloren hatte. Laut Köhn wurden 17 Gemälde ausländischer Künstler wie Edvard Munch, Paul Cézanne und Henri Matisse 1937 beschlagnahmt und 89 Bilder deutscher Maler. Darunter waren auch die berühmten Roten Pferde von Franz Marc (heute im Harvard Art Museums). Dazu kamen 242 Zeichnungen und Aquarelle, 350 Druckgrafiken, das gesamte grafische Werk Emil Noldes und neun Plastiken. Insgesamt verlor das Folkwang rund 1400 Werke, etwa die Hälfte seines Gesamtbestandes. Köhn verstarb im Jahr 1962, ein Jahr später folgte ihm Paul Vogt als Direktor des Folkwang-Museums.